# Prezident Rumunska
Prezident Rumunska (rumunsky: Președintele României) je hlavou státu Rumunska. Po úpravě rumunské ústavy v roce 2003 je prezident volen přímou volbou dvoukolovým systémem a slouží po dobu pěti let. Jednotlivec může sloužit dvě funkční období. Během funkčního období prezident nesmí být členem politické strany. Prezident Rumunska je vrchním velitelem rumunských ozbrojených sil. Úřad prezidenta byl vytvořen v roce 1974, kdy komunistický vůdce Nicolae Ceaușescu povýšil předsednictví Státní rady na plnohodnotné prezidentství, ba vytvořil zdaleka nejmocnější úřad v zemi. Svou současnou podobu nabyl úřad postupně po rumunské revoluci a přijetí nové ústavy v roce 1991. Prezident sídlí v Paláci Cotroceni v Bukurešti.

## Pravomoci
Prezidentské pravomoci byly oproti komunistické éře omezeny. Prezident má však nadále významný vliv, takže se o rumunském politickém systému hovoří jako o poloprezidentském a bývá přirovnáván k francouzskému. Prezident po schválení parlamentem jmenuje předsedu vlády, nemůže ho přitom odvolat. Jmenuje a odvolává ministry na radu předsedy vlády. Návrh předsedy vlády na ministra může zamítnout, ale pouze jednou. Předseda vlády v takovém případě nemůže znovu předložit stejnou nominaci na ministerskou funkci. Prezident ale náhradního kandidáta odmítnout již nemůže. Prezident předsedá vládě, když se projednávají záležitosti národního zájmu, zejména s ohledem na zahraniční politiku, obranu země nebo veřejný pořádek. Prezident může požádat parlament, aby znovu projednal návrh zákona, ale pouze jednou. Prezident může svolat mimořádnou schůzi Parlamentu. Může rozpustit parlament, pokud nebyla vyslovena důvěra vládě, a to do 60 dnů od podání první žádosti, a pouze po zamítnutí alespoň dvou kandidátů na premiéra. Po konzultaci s parlamentem může vyhlásit referendum. Taková referenda jsou poradní a parlament se může rozhodnout jejich výsledek nerespektovat. Je-li však referendum platné (k tomu je nutná většina hlasů pro a účast nad 30 procent), nemůže parlament přijmout zákon v přímém rozporu s výsledkem referenda. Prezident může vydat prezidentský dekret, který však nabude účinnosti jen při spolupodepsání předsedou vlády.
Uzavírá mezinárodní smlouvy sjednané vládou a předkládá je Parlamentu k ratifikaci. Na radu předsedy vlády a ministra zahraničních věcí jmenuje a odvolává velvyslance a diplomatické vyslance (respektování jejich rad není pro něj ale povinné). Přijímá pověřovací listiny od zahraničních diplomatických vyslanců. Vykonává roli vrchního velitele ozbrojených sil. Předsedá Nejvyšší radě národní obrany. Vyhlašuje mobilizaci ozbrojených sil pod podmínkou předchozího souhlasu parlamentu (za zvláštních okolností může dojít i ke schválení následnému). Vyhlašuje stav obležení nebo výjimečný stav (s následným souhlasem parlamentu). Uděluje vyznamenání a čestné tituly. Jmenuje do vyšších vojenských hodností. Uděluje individuální milosti.

## Odvolání
Úřadujícímu prezidentovi, který závažně poruší ústavu, může Parlament na společném zasedání obou komor pozastavit výkon funkce. Pokud návrh na pozastavení projde, musí být nejpozději do 30 dnů od pozastavení vypsáno referendum o odvolání prezidenta. Obviní-li Senát a Poslanecká sněmovna na společné schůzi prezidenta z velezrady, je prezident zbaven pravomocí a povinností ihned. Obvinění posuzuje Nejvyšší kasační a justiční soud. Postup pozastavení a odvolání proběhl třikrát. Poprvé se to týkalo prezidenta Iona Iliesca po jeho prohlášení o navrácení komunisty zabaveného majetku původním vlastníkům nebo jejich dědicům. Tento první pokus v roce 1995 neprošel hlasováním v parlamentu. Druhý pokus byl úspěšný, suspendovanou osobou byl Traian Băsescu, který byl ve funkci od dubna 2007. Stal se prvním prezidentem, který byl suspendován, a také prvním, který čelil hlasování o odvolání referendem. Plebiscit se konal 19. května 2007 a Băsescu pokus o impeachment přežil. Výsledkem bylo zamítnutí návrhu: 24,94 % hlasujících bylo pro, 75,06 % proti. Třetí pokus vedl k druhému úspěšnému pozastavení v červenci 2012, opět v případě Traiana Băsesca. Referendum se konalo 29. července 2012 a jeho výsledky byly 88,7 % pro a 11,3 % proti, avšak protože volební účast nepřesáhla 50 procent voličů (byla 46,24 %), referendum nebylo platné a Băsescu se i tentokrát vrátil do úřadu.
Uvolní-li se úřad prezidenta rezignací, odvoláním, trvalou neschopností vykonávat funkci nebo úmrtím během výkonu funkce, předseda Senátu nebo předseda Poslanecké sněmovny (v tomto pořadí), nastoupí jako dočasný prezident Rumunska. Nevzdávají se přitom své funkce předsedy příslušného zákonodárného sboru. Dočasný prezident nemůže vystoupit v parlamentu, rozpustit parlament ani vyhlásit referendum. Období neobsazenosti úřadu nesmí být delší než tři měsíce.